# Sömn och ämnesomsättning
Sömnen är viktig för att reglera ämnesomsättningen. Däggdjurens sömn kan delas in i två distinkta faser - REM (rapid eye movement, snabb ögonrörelse) och icke-REM (NREM) sömn. Hos människor och katter har NREM-sömn fyra stadier, där det tredje och fjärde stadiet anses vara slow-wave sleep (SWS). SWS anses vara djupsömn, när ämnesomsättningen är minst aktiv.
Hos levande organismer involverar metabolism två biokemiska processer. Den första är anabolism, som hänvisar till uppbyggnaden av molekyler. Den andra är katabolism, nedbrytning av molekyler. Processerna arbetar tillsammans för att reglera mängden energi som används till underhåll av kroppen. 
Under NREM sömn sänks ämnesomsättningen och hjärntemperaturen för att hantera skador som kan ha uppstått under vaken tid.

## Normal ämnesomsättning
Bukspottkörtelns betaceller producerar ämnet insulin som svar på glukos och andra näringsämnen som konsumeras vid en måltid. Insulinet signalerar till muskler och fettceller att absorbera glukos från maten. Som ett resultat återgår blodsockernivåerna till det normala. 

## Sömnbrist och typ 2-diabetes

### Insulinresistent metabolism
Flera studier visar på att sambandet mellan sömnbrist, fetma och diabetesrisk kan drivas av flera faktorer. Några viktiga exempel är förändrad glukosmetabolism, ökad aptit och lägre energiförbrukning.
I typ 2-diabetes slutar baslinjenivåer av insulin vara tillräckliga för att signalera till muskler och fettceller att absorbera glukos. Betacellerna i pankreas kan inte kompensera för insulinresistensen, vilket leder till hyperglykemi.  Sömnvariationer, både i kvantitet och kvalitet, kan påverka metabol reglering vid typ 2-diabetes. Studier har påvisat ett samband mellan sömnkvalitet och risk för typ 2-diabetes.
Sömnbrist kan orsaka en ökning av kroppens kortisolnivå, vilket i sin tur inducerar insulinresistens, och resulterar i förhöjda blodsockernivåer.